# Neuchâtel Xamax Football Club 2011-2012
Questa voce raccoglie le informazioni riguardanti il Neuchâtel Xamax Football Club nelle competizioni ufficiali della stagione 2011-2012.

## Stagione
Nella stagione 2011-2012 il Neuchatel Xamax, allenato da François Ciccolini, Joaquín Caparrós e Víctor Muñoz, concluse il campionato di Super League al 10º posto e fu retrocesso in Challenge League. In Coppa Svizzera il Neuchatel Xamax fu eliminato al secondo turno dal Kriens.

## Rosa
| N. |                      | Ruolo | Calciatore            |
| -- | -------------------- | ----- | --------------------- |
| 5  | Mozambico (bandiera) | D     | Paíto                 |
| 6  | Gambia (bandiera)    | C     | Abdou Rahman Dampha   |
| 7  | Argentina (bandiera) | C     | Marcos Gelabert       |
| 10 | Spagna (bandiera)    | C     | Víctor Sánchez Mata   |
| 11 | Francia (bandiera)   | C     | Geoffrey Tréand       |
| 12 | Francia (bandiera)   | P     | Jean-François Bédénik |
| 13 | Svizzera (bandiera)  | D     | Bastien Geiger        |
| 14 | Spagna (bandiera)    | D     | David Navarro         |

| N. |                       | Ruolo | Calciatore           |
| -- | --------------------- | ----- | -------------------- |
| 19 | Camerun (bandiera)    | D     | Vincent Bikana       |
| 20 | Portogallo (bandiera) | C     | Max Veloso           |
| 21 | Svizzera (bandiera)   | C     | Thibaut De Coulon    |
| 23 | Svizzera (bandiera)   | D     | Mike Gomes           |
| 27 | Svizzera (bandiera)   | A     | Haris Seferović      |
| 28 | Svizzera (bandiera)   | D     | Bigambo Rochat       |
| 30 | Francia (bandiera)    | P     | Maxime Brenet        |
| 31 | Georgia (bandiera)    | C     | Irakli Chirikashvili |
| 34 | Svizzera (bandiera)   | A     | Simon Chatagny       |

## Organigramma societario
Area tecnica
- Allenatore: Roberto Cattilaz
- Allenatore in seconda:
- Preparatore dei portieri:
- Preparatori atletici: José Antonio Molina

## Calciomercato

### Sessione estiva
| Acquisti | Acquisti               | Acquisti                | Acquisti |
| R.       | Nome                   | da                      | Modalità |
| -------- | ---------------------- | ----------------------- | -------- |
| C        | Vullnet Basha          | Grasshoppers II         |          |
| A        | Javier Arizmendi       | Getafe                  |          |
| A        | Haris Seferović        | Fiorentina              |          |
| A        | Carlão                 | Kashima Antlers         |          |
| P        | Logan Bailly           | Borussia M'gladbach     |          |
| D        | Mike Gomes             | Yverdon                 |          |
| D        | David Navarro          | Valencia                |          |
| D        | Bigambo Rochat         | Losanna                 |          |
| P        | Rodrigo Galatto        | Malaga                  |          |
| A        | Kalu Uche              | Template:Calcio Almería |          |
| C        | Max Veloso             | Bienne                  |          |
| C        | Víctor Sánchez del Amo | Getafe                  |          |

| Cessioni | Cessioni              | Cessioni      | Cessioni |
| R.       | Nome                  | a             | Modalità |
| -------- | --------------------- | ------------- | -------- |
| C        | Ibrahima Niasse       | Şamaxı        |          |
| A        | Carlão                | Braga         |          |
| D        | Sander Keller         | ADO Den Haag  |          |
| C        | Gilles Augustin Binya | Gaziantepspor |          |
| A        | Federico Almerares    | Belgrano      |          |
| D        | Julien Bize           | Friburgo      |          |
| A        | Fausto                | Leixões       |          |
| P        | Luca Ferro            | Yverdon       |          |
| A        | Gerard Gohou          | Denizlispor   |          |
| C        | Freddy Mveng          | Young Boys    |          |
| C        | Raphaël Nuzzolo       | Young Boys    |          |
| D        | Frédéric Page         | Losanna       |          |
| D        | Agonit Sallaj         | Bienne        |          |

### Sessione invernale
| Acquisti | Acquisti | Acquisti | Acquisti |
| R.       | Nome     | da       | Modalità |
| -------- | -------- | -------- | -------- |

| Cessioni | Cessioni            | Cessioni          | Cessioni |
| R.       | Nome                | a                 | Modalità |
| -------- | ------------------- | ----------------- | -------- |
| C        | Max Veloso          | Vaduz             |          |
| D        | Mickaël Facchinetti | Chievo            |          |
| A        | Kalu Uche           | Espanyol          |          |
| C        | Geoffrey Tréand     | Sion              |          |
| D        | Vincent Bikana      | Petrolul Ploiești |          |
| C        | Thibaut De Coulon   | Delémont          |          |
| D        | David Navarro       | Levante           |          |
| C        | Abdullah Omar       | Al-Ittihad        |          |
| D        | Paíto               | Vaslui            |          |
| A        | Javier Arizmendi    | Getafe            |          |
| P        | Logan Bailly        | Genk              |          |
| C        | Vullnet Basha       | Sion              |          |
| D        | Stéphane Besle      | Metz              |          |
| A        | Haris Seferović     | Lecce             |          |
| C        | Sébastien Wüthrich  | Sion              |          |

## Risultati

### Super League

#### Prima fase, girone di andata
| Arbitro: | Hänni |

|  |           |                                |
|  | Marcatori | 25’ Puljić 62’ Wiss 76’ Winter |

| Arbitro: | Klossner |

|                            |           |  |
| Huggel 2’ Binya 37’ (aut.) | Marcatori |  |

| Arbitro: | Bieri |

|  |           |                          |
|  | Marcatori | 44’, 81’ Vanczák 54’ Sio |

| Thun 7 agosto 2011, ore 16:00 CEST 4ª giornata | Thun       | 0 – 0 referto | Neuchâtel Xamax | Arena Thun (5 963 spett.)\| Arbitro: \| Laperrière \| |
| Arbitro:                                       | Laperrière |               |                 |                                                       |

| Neuchâtel 14 agosto 2011, ore 16:00 CEST 5ª giornata | Neuchâtel Xamax | 0 – 0 referto | Servette | La Maladière (5 887 spett.)\| Arbitro: \| Carrell \| |
| Arbitro:                                             | Carrell         |               |          |                                                      |

| Arbitro: | Wermelinger |

|  |           |                         |
|  | Marcatori | 78’ Veloso 90’ Wüthrich |

| Arbitro: | Gremaud |

|                          |           |                      |
| Geiger 16’ Arizmendi 61’ | Marcatori | 25’ Marazzi 54’ Roux |

| Arbitro: | Wermelinger |

|                        |           |  |
| Uche 22’ Seferović 66’ | Marcatori |  |

| Arbitro: | Jaccottet |

|                                         |           |            |
| Khalifa 16’ Spycher 20’ Mayuka 59’, 70’ | Marcatori | 45’ Tréand |

#### Prima fase, girone di ritorno
| Arbitro: | Studer |

|  |           |               |
|  | Marcatori | 75’ Seferović |

| Arbitro: | Amhof |

|                                                 |           |  |
| Arizmendi 27’ Tréand 34’ Wüthrich 64’ Paíto 82’ | Marcatori |  |

| Arbitro: | Jaccottet |

|          |           |                      |
| Hyka 49’ | Marcatori | 41’ Uche 75’ Sánchez |

| Neuchâtel 27 ottobre 2011, ore 19:45 CEST 13ª giornata | Neuchâtel Xamax | 0 – 0 referto | Young Boys | La Maladière (3 243 spett.)\| Arbitro: \| Hänni \| |
| Arbitro:                                               | Hänni           |               |            |                                                    |

| Arbitro: | Jaccottet |

|                          |           |          |
| Yartey 42’ Karanović 79’ | Marcatori | 17’ Uche |

| Arbitro: | Klossner |

|                                    |           |             |
| Uche 25’, 90’ (rig.) Arizmendi 33’ | Marcatori | 29’ Mehmedi |

| Arbitro: | Graf |

|                     |           |  |
| Afonso 11’ Yoda 18’ | Marcatori |  |

| Arbitro: | Laperrière |

|            |           |                                    |
| Negrão 74’ | Marcatori | 28’ Sánchez 45’ Arizmendi 82’ Uche |

| Arbitro: | Hänni |

|            |           |              |
| Dampha 80’ | Marcatori | 76’ Streller |

#### Seconda fase, girone di andata
| 4 febbraio 2012, ore CET 19ª giornata | Neuchâtel Xamax | – non disputata referto | Losanna |  |

| 12 febbraio 2012, ore CET 20ª giornata | Servette | – non disputata referto | Neuchâtel Xamax |  |

| 18 febbraio 2012, ore CET 21ª giornata | Neuchâtel Xamax | – non disputata referto | Sion |  |

| 25 febbraio 2012, ore CET 22ª giornata | Thun | – non disputata referto | Neuchâtel Xamax |  |

| 4 marzo 2012, ore CET 23ª giornata | Neuchâtel Xamax | – non disputata referto | Grasshoppers |  |

| 11 marzo 2012, ore CET 24ª giornata | Young Boys | – non disputata referto | Neuchâtel Xamax |  |

| 18 marzo 2012, ore CET 25ª giornata | Neuchâtel Xamax | – non disputata referto | Basilea |  |

| 24 marzo 2012, ore CET 26ª giornata | Zurigo | – non disputata referto | Neuchâtel Xamax |  |

| 1º aprile 2012, ore CEST 27ª giornata | Neuchâtel Xamax | – non disputata referto | Lucerna |  |

#### Seconda fase, girone di ritorno
| 7 aprile 2012, ore CEST 28ª giornata | Grasshoppers | – non disputata referto | Neuchâtel Xamax |  |

| 15 aprile 2012, ore CEST 29ª giornata | Basilea | – non disputata referto | Neuchâtel Xamax |  |

| 22 aprile 2012, ore CEST 30ª giornata | Neuchâtel Xamax | – non disputata referto | Young Boys |  |

| 28 aprile 2012, ore CEST 31ª giornata | Neuchâtel Xamax | – non disputata referto | Zurigo |  |

| 1º maggio 2012, ore CEST 32ª giornata | Lucerna | – non disputata referto | Neuchâtel Xamax |  |

| 5 maggio 2012, ore CEST 33ª giornata | Neuchâtel Xamax | – non disputata referto | Thun |  |

| 12 maggio 2012, ore CEST 34ª giornata | Sion | – non disputata referto | Neuchâtel Xamax |  |

| 20 maggio 2012, ore CEST 35ª giornata | Losanna | – non disputata referto | Neuchâtel Xamax |  |

| 23 maggio 2012, ore CEST 36ª giornata | Neuchâtel Xamax | – non disputata referto | Servette |  |

### Coppa Svizzera
| 18 settembre 2011, ore 15:00 CEST Primo turno | Chur | 1 – 2 | Neuchâtel Xamax |  |

| 16 ottobre 2011, ore 14:30 CEST Secondo turno | Kriens | 2 – 1 | Neuchâtel Xamax |  |

## Statistiche

### Statistiche di squadra
| Competizione   | Punti | In casa | In casa | In casa | In casa | In casa | In casa | In trasferta | In trasferta | In trasferta | In trasferta | In trasferta | In trasferta | Totale | Totale | Totale | Totale | Totale | Totale | DR |
| Competizione   | Punti | G       | V       | N       | P       | Gf      | Gs      | G            | V            | N            | P            | Gf           | Gs           | G      | V      | N      | P      | Gf     | Gs     | DR |
| -------------- | ----- | ------- | ------- | ------- | ------- | ------- | ------- | ------------ | ------------ | ------------ | ------------ | ------------ | ------------ | ------ | ------ | ------ | ------ | ------ | ------ | -- |
| Super League   | 44    | 18      | 3       | 13      | 2       | 12      | 10      | 18           | 4            | 10           | 4            | 10           | 12           | 36     | 7      | 23     | 6      | 22     | 22     | 0  |
| Coppa Svizzera | -     | 0       | 0       | 0       | 0       | 0       | 0       | 2            | 1            | 0            | 1            | 3            | 3            | 2      | 1      | 0      | 1      | 3      | 3      | 0  |
| Totale         | 44    | 18      | 3       | 13      | 2       | 12      | 10      | 20           | 5            | 10           | 5            | 13           | 15           | 38     | 8      | 23     | 7      | 25     | 25     | 0  |

### Andamento in campionato
| Giornata  | 1 | 2 | 3 | 4 | 5 | 6 | 7 | 8 | 9 | 10 | 11 | 12 | 13 | 14 | 15 | 16 | 17 | 18 | 19 | 20 | 21 | 22 | 23 | 24 | 25 | 26 | 27 | 28 | 29 | 30 | 31 | 32 | 33 | 34 | 35 | 36 |
| --------- | - | - | - | - | - | - | - | - | - | -- | -- | -- | -- | -- | -- | -- | -- | -- | -- | -- | -- | -- | -- | -- | -- | -- | -- | -- | -- | -- | -- | -- | -- | -- | -- | -- |
| Luogo     | T | C | C | T | T | C | T | C | T | C  | T  | C  | T  | T  | C  | T  | C  | C  | T  | C  | C  | T  | C  | C  | T  | T  | C  | T  | C  | T  | T  | C  | T  | T  | C  | C  |
| Risultato | P | P | V | P | P | P | N | P | P | N  | P  | V  | P  | P  | P  | P  | P  | V  | N  | P  | N  | N  | N  | P  | P  | P  | V  | V  | V  | P  | P  | V  | N  | P  | N  | V  |
| Posizione | 8 | 8 | 7 | 8 | 8 | 9 | 9 | 9 | 9 | 9  | 9  | 9  | 9  | 9  | 9  | 9  | 9  | 9  | 10 | 10 | 10 | 10 | 10 | 10 | 10 | 10 | 10 | 10 | 10 | 10 | 10 | 10 | 10 | 10 | 10 | 10 |

Legenda:

Luogo: C = Casa; T = Trasferta. Risultato: V = Vittoria; N = Pareggio; P = Sconfitta.

### Statistiche dei giocatori
| F. Almerares     | 0  | 0 | 0 | 0 |
| J. Arizmendi     | 13 | 4 | 3 | 0 |
| L. Bailly        | 0  | 0 | 0 | 0 |
| V. Basha         | 11 | 0 | 3 | 0 |
| S. Besle         | 17 | 0 | 6 | 1 |
| V. Bikana        | 6  | 0 | 1 | 1 |
| G. Binya         | 2  | 0 | 0 | 0 |
| M. Brenet        | 0  | 0 | 0 | 0 |
| J. Bédénik       | 17 | 0 | 2 | 0 |
| C. Carlão        | 2  | 0 | 0 | 0 |
| F. Cassarà       | 0  | 0 | 0 | 0 |
| S. Chatagny      | 1  | 0 | 0 | 0 |
| I. Chirikashvili | 5  | 0 | 0 | 0 |
| A. Dampha        | 13 | 1 | 3 | 0 |
| T. De Coulon     | 1  | 0 | 0 | 0 |
| R. Enrico        | 0  | 0 | 0 | 0 |
| M. Erard         | 0  | 0 | 0 | 0 |
| M. Facchinetti   | 15 | 0 | 2 | 0 |
| R. Galatto       | 1  | 0 | 0 | 0 |
| B. Geiger        | 11 | 1 | 2 | 1 |
| M. Gelabert      | 9  | 0 | 3 | 0 |
| M. Gomes         | 13 | 0 | 0 | 0 |
| J. Lara          | 0  | 0 | 0 | 0 |
| N. Navarro       | 16 | 0 | 8 | 0 |
| T. Ndarugendamwo | 0  | 0 | 0 | 0 |
| P. Paíto         | 12 | 1 | 4 | 1 |
| B. Rochat        | 1  | 0 | 0 | 0 |
| H. Seferović     | 14 | 2 | 3 | 0 |
| V. Sánchez       | 14 | 2 | 4 | 1 |
| G. Tréand        | 17 | 2 | 3 | 0 |
| K. Uche          | 14 | 6 | 1 | 0 |
| M. Veloso        | 8  | 1 | 1 | 0 |
| S. Wüthrich      | 18 | 2 | 2 | 0 |